# Mitsubishi J2M
Mitsubishi J2M Raiden (japanski: 雷電, saveznički naziv "Jack") je bio lovački zrakoplov u službi Japanske carske mornarice tijekom Drugog svjetskog rata.

## Dizajn i razvoj
J2M je dizajnirao Jiro Horikoshi, dizajner zrakoplova A6M Zero. Dizajniran je striktno kao presretač za obranu domaćeg područja, kako bi se mogao nositi s opasnošću od napada bombardera koji djeluju s velikih visina. J2M je bio širok i nazgrapan zrakoplov, kako bi se u istog mogao smjestiti veliki Mitsubishi Kasei motor, inače korišten za bombardere. Vidljivost za pilota je bila slaba, ali kupolasti poklopac kabine uveden kasnije je donekle riješio taj problem.
Serijsku proizvodnju i uvođenje u službu su odgađali problemi s motorom. No, stalne preinake dovodile su do mnogih novih inačica. Najnaprednija inačica za djelovanje na velikim visinama je trebao biti J2M4 Model 34, koji je prvi let imao u kolovozu 1944. godine. Bio je opremljen s motorom "Kasei 23c" od 1820 KS-a, te dva 20 mm topa u trupu uz standardna četiri u krilima, no zbog nerješivih problema s turbo punjačem cijeli projekt je otkazan te su proizvedena samo dva probna primjerka.

### Proizvodnja
Ukupno je proizveden 621 zrakoplov u tvornicama "Mitsubishi Jukogyo K.K" u Nagoyi i Suzuki. 128 primjeraka zrakoplova J2M3 je proizvedeno u tvornici "Koza Kaigun Kokusho".
- J2M1 - 8 zrakoplova.
- J2M2 - 131 zrakoplov. (približno)[3]
- J2M3 - 307 zrakoplov i 128 proizvedenih u tvornici "Koza KK".
- J2M4 - 2 zrakoplova. (uključujući jedan "J2M3" pretvoren u "J2M4")[4]
- J2M5 - 43 zrakoplova.
- J2M6 - 2 zrakoplova.

## Operativna uporaba
Prvih nekoliko proizvedenih primjeraka J2M2 su isporučeni tijekom prosinca 1942. godine, no pojavili su se određeni problemi s motorom. Popravci i poboljšanja su trajali gotovo godinu dana dok prvi primjerci "J2M2 Model 11" nisu dostavljani eskadrili "381. Kokutai u prosincu 1943. godine. Usporedno s "J2M2" počela je i proizvodnja inačice "J2M3 Raiden Model 21". Prvi "J2M3" su se pojavili u listopadu 1943. godine, ali su dostavljani tek početkom veljače 1944. godine. 
Raiden je imao svoje vatreno krštenje u lipnju 1944. godine tijekom Bitke na Filipinskom moru. Nekolicina "J2M" je djelovala s Guama i Saipana, dok je manji broj istih bio na Filipinima.  
Iako je primarno bio dizajniran za obranu od američkih bombardera Boeing B-29 Superfortress, zbog određenih problema nije mogao djelovati na velikim visinama.

## Inačice
- J2M1 - prototip s motorom "Mitsubishi MK4C Kasei 13", naoružan s dvije 7.7mm "Type 97" strojnice i dva 20mm "Type 99" topa u krilima;
- J2M2 Model 11 - s motorom "Mitsubishi MK4R-A Kasei 23a";
- J2M3 Model 21 - s motorom "Mitsubishi MK4R-A Kasei 23a" i po dva 20 mm topa "Type 99 Model I" i 2 "Type 99 Model II" ;
- J2M3a Model 21A - s motorom "Mitsubishi MK4R-A Kasei 23a" i 4 20 mm topa "Type 99 Model II";
- J2M4 Model 32 - prototip opremljen motorom "Mitsubishi MK4R-C Kasei 23c";
- J2M5 Model 33 - veći, teži i brži model s manjih dosegom i motorom "Mitsubishi MK4U-A Kasei 26a", s dva topa 20mm "Type 99" u trupu i dva 20mm "Type 99 Model II" u krilima.
- J2M5a Model 33A - s 4 topa 20mm "Type 99 Model II" u krilima, s poboljšanim osobinama;.
- J2M6 Model 31 - kronološki ranija inačica od "J2M4" i "J2M5", bazirana na "J2M3", s većim kokpitom.
- J2M6a Model 31A - kronološki ranija inačica nego "J2M4" i "J2M5", bazirana na "J2M3a". Samo jedan primjerak izrađen.
- J2M7 Model 23A - J2M3 pogonjen s motorom "Kasei 26a", nijedan nije izrađen.
- J2M7a Model 23A
- J2M3a s motorom "Kasei 26a", niti jedan nije izrađen.

## Korisnici
- Japanska mornarica
  - 302. Kokutai
  - 332. Kokutai
  - 352. Kokutai
  - 381. Kokutai
  - Genzan Kokutai
  - Tainan Kokutai
- Indonezija - zarobljen mali broj zrakoplova nakon rata
- Sjeverna Koreja- zarobljeno nekoliko nakon rata

## Tehničke karakteristike (Mitsubishi J2M5)
Osnovne karakteristike
- posada: 1
- dužina: 9,70 m
- raspon krila: 10,80 m
- površina krila: 20 m 2
- visina: 3,81 m

Letne karakteristike
- najveća brzina: 612 km/h
- dolet: 560 km
- brzina penjanja: 1170 m/min
- najveća visina leta: 11250 m
- specifično opterećenje krila: 174 kg/m2
- motor: 1 × Mitsubishi MK4R-A Kasei 23a
  - propeler: 1

Naoružanje
- naoružanje: 4 × 20 mm „Type 99“  top u krilima, 2 x 60 kg bombi ili 2 x 200 litara rezervni spremnici za gorivo

## Unutarnje poveznice
- Mitsubishi F1M

## Vanjske poveznice
- Mitsubishi J2M Raiden (Thunderbolt) (engleski)